# Хамгјонг (историјска провинција)
Хамгјонг (кореј. 함경도, енгл. Hamgyong Province) је историјска провинција у Кореји, једна од осам провинција некадашње краљевине Чосон (1395-1896).

## Позадина
Краљевина Чосон, коју обе Кореје сматрају директним претходником, била је подељена на осам провинција. Три источне провинције (Кјонгсанг, Кангвон и Хамгјонг, од југа према северу) лежале су на обали Јапанског мора. Пет западних провинција (Чола, Чунгчонг, Кјонги,  Хвангхе и Пјонган, идући од југа на север) излазиле су на Жуто море.
Поделом Кореје из 1945, три и по северне провинције (Пјонган, Хвангхе, Хамгјонг и северни део Кангвона) припале су Северној Кореји, док су четири и по јужне провинције (Чола, Чунгчонг, Кјонги, Кјонгсанг и јужни Кангвон) припали Јужној Кореји. Упркос томе, историјске провинције остале су до данас основа админстративне поделе земље у обе Кореје.

## Историја
Као и друге историјске провинције Кореје, Хамгјонг је добио име по првим слоговима два најважнија града у провинцији - то су били Хамхунг, главни град провинције, и Кјонгсонг. Хамгјонг је заузимао североисточни део Корејског полуострва, на обали Јапанског мора, а северну границу према Кини чинила је река Тумен, која и данас раздваја Северну Кореју од Кине.
Након поделе Кореје 1945. и Корејског рата (1950-1953) подељен је у две истоимене провинције у Северној Кореји.